# Wilhelm Abel
Wilhelm Abel (Bütow, 25 agosto 1904 – Gottinga, 27 aprile 1985) è stato un insegnante tedesco, studioso di storia e politica agraria.
Professore nell'Università di Gottinga dal 1949, ha indagato soprattutto i rapporti tra produzione alimentare, prezzi, salari e movimenti demografici.

## Opere
- 1935 – Agrarkrisen und Agrarkonjunktur. Eine Geschichte der Land – und Ernährungswirtschaft Mitteleuropas seit dem hohen Mittelalter (trad. it. 1976)
- 1943 – Die Wüstungen des ausgehenden Mittelalters
- 1951 – Agrarpolitik
- 1962 – Geschichte der deutschen Landwirtschaft vom frühen Mittelalter bis zum 19. Jahrhundert
- 1974 – Massenarmut und Hungerkrisen im vorindustriellen Europa
- 1980 – Strukturen und Krisen der spätmittelalterlichen Wirtschaft